# Videnskabelige Meddelelser fra den Naturhistoriske Forening i Kjöbenhavn
Videnskabelige Meddelelser fra Dansk Naturhistorisk Forening i Kjøbenhavn, (abreujat Vidensk. Meddel. Dansk Naturhist. Foren. Kjøbenhavn), va ser una revista il·lustrada amb descripcions botàniques que es va editar a Copenhaguen (Dinamarca). Es va publicar des de l'any 1849 fins al 1913. Va ser reemplaçada per Videnskabelige Meddelelser fra Dansk Naturhistorisk Forening i Kjøbenhavn.

## Publicació
- Vols. 1–10], (1849/50–58), 1851–59;
- ser. 2, vols. 1–10, (1859–68), 1860–69;
- ser. 3, vols. 1–10, (1869–78), 1870–78;
- ser. 4, vols. 1–10, (1879–88), 1879–88;
- ser. 5, vol. 1–?, (1889–??), 1890–??;
- ser. 6?+, vol. ?–?, ?–19??; vol. 63+, 1911/12+